# 山本圭吾
山本 圭吾（やまもと けいご、1973年11月27日 - ）は、日本のファッションプロデューサー、実業家である。

## 概要
福岡県太宰府市出身。福岡大学附属大濠高等学校サッカー部OB。

### アパレル事業
アパレルブランドRabona（ラボーナ）のファッションプロデューサー、かつ、株式会社ラボーナ エキップメント代表取締役として、2005年にショップFanatica（ファナティカ）を開店した。
2022年をもってショップFanaticaは閉店している。
2011シーズンよりアシックス社のフットサルラインの一部のデザインを手掛けている。

### サッカーに関する活動
サッカーのJリーグ・アビスパ福岡のサポーター集団『ウルトラ オブリ』の元代表で創設者。
1993年に『博多にプロサッカークラブを作ろう』とスローガンを掲げて署名運動を展開。のちにアビスパ福岡の前身の福岡ブルックスが誕生。
サッカー日本代表の応援ではウルトラス・ニッポンでも活動。

2007年よりオーナー兼選手として『Club Atletico Fukuocana』（クラブ アトレティコ フクオカーナ）を創設。『La Familia/サポーターは家族』、『超地域密着型・フットサルを通じてのスポーツ文化の発展』を理念に掲げてフットサル福岡県リーグ2部に新規参入し、入れ替え戦を勝ち抜き2008年に1部に昇格したが、2009年の九州リーグ入れ替え戦で敗れている。
再び2023年に九州フットサルリーグ2部に復帰し、2024年に九州フットサルリーグ1部に昇格
また、2008年より、ビーチサッカー部門の『クラブ アトレティコ フクオカーナ ビーチ』も設立し、全国大会に出場している。

## CD
- 【EL GRAN AMOR】ULTRA OBRI/福岡メドレー〜アビスパ福岡サポーターソング（作詞 山本圭吾)[要出典]